# Grandiosas
Grandiosas (estilizado como GranDiosas), fue un programa de televisión argentino de variedades (magazine) donde se abordaban temas de actualidad desde una óptica femenina, el cual se transmitió a través de Canal 13 de Buenos Aires. Inició el 7 de enero de 2002 y finalizó el 23 de diciembre de 2005 y tenía una duración de 60 minutos. Sus conductoras fueron Karina Mazzocco, Laura Oliva y Fanny Mandelbaum.

## Historia del programa
El «magazine» nace el 7 de enero de 2002 al aire por Canal 13 como un formato de corte femenino, con la conducción de Fanny Mandelbaum, Laura Oliva y Karina Mazzocco y con la producción de Promofilm. A medida que avanzó en las transmisiones, se fue diversificando en contenido, convirtiéndose en un programa familiar de corte "actualidad y variedades", con gran éxito en la pantalla argentina.
La productora del programa fue DIlcia Vásquez, quien también fue la encargada de adaptar este mismo formato que ya se había realizado en otros países como Colombia, Costa Rica y República Dominicana, entre otros.

## Versión salvadoreña
En 2010 se adquieren los derechos por parte de la productora Imagina, propietaria del formato, para poder realizar la versión salvadoreña del show. La preparación del mismo duró casi un año y el personal fue cambiando, comenzando con Verónica Guerrero, Luiza Manga, María Eliza Perker y Regina Cañas; actualmente el personal está conformado por María Eliza Parker y Mónica Casamiquela.
El programa se grabó en el Foro 4 de TCS, iniciando emisiones el 8 de agosto de 2011, como parte de un plan de expansión en el área de producción de programas nacionales de Telecorporación Salvadoreña, y viene a engrosar la lista de producciones locales en el área de entretenimiento familiar y de variedades de esa señal.